# アシュブルック・ジャクソン彗星
アシュブルック・ジャクソン彗星（英語: 47P/Ashbrook-Jackson）は太陽系の周期彗星である。核は直径5.6 km。

## 発見
アシュブルック・ジャクソン彗星は1948年8月26日にまずアメリカのローウェル天文台で小惑星(1327) Namaquaを観測していたジョセフ・アシュブルックが発見した。その2時間後に全く別の場所である南アフリカのイェール大学南天観測所でシリル・ジャクソンも発見した。

## 過去の回帰
これまでの回帰における近日点通過の日時を以下に一覧する。なお1948年の発見以来、全て観測されている。
- 1948年10月4日
- 1956年4月6日
- 1963年10月2日
- 1971年3月13日
- 1978年8月19日
- 1986年1月24日
- 1993年7月14日
- 2001年1月6日
- 2009年1月31日
- 2017年6月10日